# Franciscópolis
Franciscópolis är en kommun i Brasilien.   Den ligger i delstaten Minas Gerais, i den sydöstra delen av landet, 700 km öster om huvudstaden Brasília. Antalet invånare är 5 803.
Omgivningarna runt Franciscópolis är huvudsakligen savann. Runt Franciscópolis är det glesbefolkat, med 8 invånare per kvadratkilometer.